# Матусовский, Зиновий Лаврович
Зиновий Лаврович Матусовский (1842 — 1904) — полковник Русской императорской армии, дворянин, картограф, востоковед и известный путешественник, исследователь Китая, Тянь-Шаня, Заилийского края и Северо-Западной Монголии.

## Служебная биография
Ведёт своё происхождение из потомственных дворян Киевской губернии. Получил образование в Казанском военном училище.
После этого в 1863 году был направлен в штаб Западно-Сибирского военного округа, а в 1866 году занял должность штатного топографа штаба. В 1867 году принял участие в экспедиции полковника В. А. Полторацкого по Занаырскому краю и Западному Китаю. В 1868 году служил в звании прапорщика в 3-м Западно-Сибирском батальоне, затем в 1869 году поступил в распоряжение военно-топографического отдела Западно-Сибирского военного округа. В 1870 году получил звание подпоручика и в апреле-октябре этого же года вошёл в состав экспедиции российского консула в Западном Китае Павлинова. В ходе этого путешествия он занимался исследованием торговых путей из русских городов в населённые пункты Северо-Западной Монголии (Улясутай, Кобдо). По результатам этой экспедиции ему была пожалована пожизненная пенсия за «особые труды и лишения» в 200 рублей в год. В 1871 году после Кульджинского похода русских войск он проводил изучение верховий и долины реки Эмиль в Илийском крае. По весне 1872 года он начал рекогносцировочные работы в граничащих с Китаем районах Южного Алтая. В 1873 году стал поручиком. В составе торгово-научной экспедиции капитана генерального штаба Ю. А. Сосновского был командирован в Китай. С июля 1874 года по октябрь 1875 года экспедиция занималась исследованием кратчайшего торгового маршрута из Юго-Восточного Китая к западносибирским владениям Российской империи. Его обязанности заключались в маршрутной съёмке вдоль всей протяжённости пути следования экспедиции, длина которого превышала 4000 вёрст. Помимо этого они включали в себя составление планов значимых китайских населённых пунктов, высотных профилей пройденного пути, сбор географических сведений и т. п. После экспедиции ему была пожаловано 1000 рублей серебром за заслуги в изучении малоисследованых регионов Центральной Азии и Китая. Одним из самых значимых результатов усилий всех участников этой экспедиции по Китаю стала актуальная карта страны и топографическое описание пройденного пути.
В 1876 году он был прикомандирован к Главному штабу для картографических занятий при военно-топографическом отделе. В 1877 году им было получено звание капитана. В 1880 году он был произведён в майоры, затем в 1884 году — в подполковники. В 1887 году состоялся его перевод в Корпус военных топографов, где в следующем году он опубликовал работу «Географическое описание Китайской империи», которая заслужила высокую оценку как отечественных, так и зарубежных учёных как фундаментальный труд по данной тематике. После ознакомления с этой книгой российский император Александр III своим высочайшим повелением наградил Матусовского орденом Святого Владимира 4-й степени и 725 рублями.
В 1893 году Матусовский уволился с военной службы в звании полковника.

## Публикации и научные труды
- З. Л. Матусовский. Экспедиция в Западную Монголию. — Известия Императорского Русского географического общества, 1871. — Т. VII.
- З. Л. Матусовский. Объяснительная записка к маршруту пути, ведущего от Зайсанского поста через долину реки Эмиль в гор. Манас. — Известия Императорского Русского географического общества, 1872. — Т. VIII.
- З. Л. Матусовский. Топографиеческие работы. — Известия Императорского Русского географического общества, 1874. — Т. X.
- З. Л. Матусовский, С. Т. Мирошниченко. Географические исследования верховьев Иртыша. — Известия Императорского Русского географического общества, 1874. — Т. X.
- З. Л. Матусовский. Краткий топографический очерк пути, пройденного русской экспедицией по Китаю в 1875 г. от г. Ханькоу до Зайсанского поста. — СПб., 1879.
- З. Л. Матусовский. Географическое описание Китайской империи. — СПб.: Императорская Академия наук, 1888.
- а также ряд других.

## Первоисточники
- Послужный список полковника Матусовского З. Л. по сост. на 1 мая 1893 г., РГВИА, ф. 400, оп. 17, д. 7568
- О съёмках в Западной Монголии топографа Матусовского, ОР РГБ, ф. 273, № 2873
- П. Я. Пясоцкий. Путешествие по Китаю в 1874—1875 гг. Через Сибирь, Монголию, Восточный, Средний и Северо-Западный Китай. Из дневника члена экспедиции. — СПб., 1880. — Т. 1—2.
- и другие.